# 1986 en sport
Cet article présente les faits marquants de l'année 1986 en sport.

## Automobile
- 10 août : Formule 1 : le Brésilien Nelson Piquet remporte, au volant de sa Williams-Honda le 1er GP de Hongrie, premier Grand Prix de Formule 1 organisé dans un pays de l'Est. Il devance son compatriote Ayrton Senna (Lotus-Renault, 2e) et son coéquipier britannique Nigel Mansell (Williams-Honda, 3e).
- 3 octobre : le Parlement de Catalogne adopte à l'unanimité une résolution priant instamment le Conseil exécutif de la Généralité de Catalogne (le gouvernement catalan) de  « coordonner les organismes pertinents, afin d'étudier et assembler les efforts pour créer un nouveau circuit permanent de vitesse » à Barcelone.
- Alain Prost remporte le Championnat du monde de Formule 1 au volant d'une McLaren-TAG Porsche.

## Boxe anglaise
- Mike Tyson devient, à l'âge de 20 ans, le plus jeune champion poids lourds de tous les temps, en battant Trevor Berbick par KO à la seconde reprise.

## Baseball
- Les Mets de New York remportent la Série mondiale face aux Red Sox de Boston.
- Finale du championnat de France : Paris UC bat BCF.

## Basket-ball
- NBA : les Celtics de Boston sont champion NBA face aux Rockets de Houston.
- Pau-Orthez est champion de France.

## Cyclisme
- Tour de France: victoire de Greg LeMond.
- Vuelta: victoire d'Álvaro Pino.
- Giro: victoire de Roberto Visentini.
- Championnat du monde: victoire de Moreno Argentin.

## Football
- Le Paris Saint-Germain remporte le championnat de France de football.
- L'Argentine remporte la Coupe du monde de football au Mexique.
  - Article de fond : Coupe du monde de football 1986.
- Tout compris, la télévision a versé au football français environ 65 millions de francs durant l'année 1986 en droits de diffusion.

## Football américain
- 26 janvier : Super Bowl XX : les Bears de Chicago battent les Patriots de la Nouvelle-Angleterre 46 à 10.
- Finale du championnat de France : Anges Bleus Joinville bat Spartacus Paris.
- Création de l'équipe des Besançon Bisons.
- Création de l'équipe des Argonautes d'Aix-en-Provence.

## Hockey sur glace
- 24 mai : dans la Ligue nationale de hockey, les Canadiens de Montréal remportent la Coupe Stanley en battant en finale les Flames de Calgary en cinq matchs.
- Coupe Magnus : Saint-Gervais champion de France.
- Lugano champion de Suisse.
- L’Union soviétique remporte le championnat du monde.
- Le Gap Hockey Club remporte la Coupe des As aux dépens des Français Volants.

## Rugby à XIII
- 17 mai : à Narbonne, le Pontet remporte la Coupe de France face à Saint-Estève 35-10.
- 25 mai : à Toulouse, le Pontet remporte le Championnat de France face au XIII Catalan 19-6.

## Rugby à XV
- La France et l'Écosse remportent le Tournoi des Cinq Nations.
  - Article détaillé : Tournoi des cinq nations 1986
- Le Stade toulousain est champion de France.

## Ski alpin
- Coupe du monde
  - Le Luxembourgeois Marc Girardelli remporte le classement général de la Coupe du monde.
  - La Suissesse Maria Walliser remporte le classement général de la Coupe du monde féminine.

## Tennis
- Open d'Australie : pas de tournoi durant cette année civile, le tournoi passant du mois de décembre à janvier.
- Tournoi de Roland-Garros : Ivan Lendl remporte le tournoi masculin, Chris Evert gagne dans le tableau féminin.
- Tournoi de Wimbledon : Boris Becker gagne le tournoi masculin, Martina Navrátilová s'impose chez les féminines.
- Masters de tennis masculin : Ivan Lendl remporte les masters en dominant Boris Becker
- US Open : Boris Becker gagne le tournoi masculin, Martina Navrátilová gagne chez les féminines.
- L'Australie gagne la Coupe Davis face à la Suède en finale (3-2).
  - Article détaillé : Coupe Davis 1986

## Water polo
- Accès des femmes aux Championnats du monde de water-polo.

## Naissances
- 27 janvier : Johan Petro, basketteur français évoluant dans le championnat NBA.
- 28 janvier : Anna Zwirydowska, lutteuse polonaise.
- 4 février : Diāna Dadzīte, athlète handisport lettonne.
- 5 février : Niels Albert, cycliste belge, spécialiste du cyclo-cross.
- 10 février : Radamel Falcao, footballeur colombien.
- 19 février : Marta, footballeuse brésilienne.
- 28 février : Kim Martin, joueuse suédoise de hockey sur glace (gardien de but).
- 6 mars : Alex Berry, joueur de hockey sur glace américain.
- 12 mars : Martynas Andriuškevičius, basketteur lituanien de 2,18 m évoluant au poste de pivot dans le championnat NBA.
- 26 mars : Emma Laine, joueuse de tennis finlandaise.
- 30 mars : Sergio Ramos, footballeur espagnol
- 2 avril : Ibrahim Afellay, footballeur néerlandais.
- 10 avril : Vincent Kompany, footballeur belge.
- 19 avril : Candace Parker, basketteuse américaine.
- 20 avril : Julien Bahain rameur français en Aviron.
- 27 avril : Dinara Safina, joueuse de tennis russe.
- 12 mai : Saer Sene, joueur sénégalais de basket-ball évoluant en NBA.
- 3 juin :
  - Rafael Nadal, joueur de tennis espagnol.
  - Al Horford, basketteur dominicain.
- 18 juin : Richard Gasquet, joueur de tennis français.
- 11 juillet : 
  - Yoann Gourcuff, footballeur français.
  - Mickael Mokongo, basketteur français.
- 16 juillet : Dylan Yeo, joueur professionnel de hockey sur glace canadien.
- 5 août : Paula Creamer, golfeuse américaine.
- 13 août : Angélique Quessandier, judokate française.
- 21 août : Usain Bolt, athlète jamaïcain.
- 1er septembre : Gaël Monfils, joueur de tennis français.
- 9 septembre : Jason Lamy-Chappuis, skieur français spécialiste du combiné nordique.
- 18 septembre : Renaud Lavillenie, perchiste français.
- 30 septembre : Melanie Weisner, joueuse de poker professionnelle américaine.
- 9 octobre : Laure Manaudou, nageuse française.
- 14 octobre : Sarah Loko, judoka et pratiquante de sambo franco-belge.
- 15 octobre : Carlo Janka, skieur suisse.
- 24 octobre : Guillaume Chaine, judoka français.
- 30 octobre :
  - Sebastián Crismanich, taekwondoïste argentin.
  - Thomas Morgenstern, sauteur à ski autrichien.
- 11 novembre : François Trinh-Duc, rugbyman français.
- 15 novembre : : Sania Mirza, joueuse de tennis indienne.
- 16 novembre : Maxime Médard, rugbyman français.
- 17 novembre : Alexis Vastine, boxeur français († 9 mars 2015).
- 2 décembre : Claudiu Keșerü, footballeur roumain.
- 23 décembre : Gayanthika Abeyratne, coureuse de demi-fond srilankaise.
- 26 décembre : Hugo Lloris, footballeur français.

## Décès
- 23 avril : Victoriano Zorrilla, nageur argentin. (° 6 avril 1906).
- 2 mai : Henri Toivonen, pilote automobile (rallye) finlandais.
- 15 mai : Elio De Angelis, pilote automobile italien de Formule 1. (° 26 mars 1958).
- 1er juin : Jo Gartner, pilote automobile autrichien. (° 24 janvier 1954).
- 2 juin : Aurèle Joliat dit Le petit géant, joueur canadien de hockey sur glace. (° 29 août 1901).
- 1er juillet : Jean Baratte, footballeur international, puis entraîneur, français. (° 7 juin 1923).
- 19 juillet : Alfredo Binda, coureur cycliste italien.
- 21 août : Agustín Sauto Arana, footballeur international espagnol. (° 11 mai 1908).
- 3 octobre : Shunzo Kido, cavalier japonais de concours complet.
- 10 novembre : King Clancy, joueur de hockey sur glace canadien. (° 25 février 1903).
- 14 novembre : Loïc Caradec, skipper (voile) français